# Ширяев, Андрей Владимирович
Андре́й Влади́мирович Ширя́ев (18 апреля 1965, Целиноград — 18 октября 2013, Сан-Рафаэль) — русский поэт, прозаик. Член Союза писателей Москвы. Автор «Записок об Эквадоре».

## Биография
Андрей Ширяев родился 18 апреля 1965 года в Казахстане. Учился в Литературном институте им. Горького на отделении поэзии в семинаре Юрия Левитанского. Начинал карьеру, работая журналистом, артистом в нескольких филармониях, редактором отдела Интернета в журнале Hard’n’Soft, а затем главным редактором раздела юмора на портале ПОЛЕ.RU.
В начале 2000-х переселился в Эквадор, жил в городе Сан-Рафаэле. Был владельцем эко-ресорта Arcoiris в джунглях реки Напо, левого притока Амазонки.
Организатор и ведущий международного конкурса писателей-фантастов «Эквадор», в своё время наряду с «Грелкой» самого популярного конкурса писателей-фантастов.
Покончил с собой 18 октября 2013 года, так как болел тяжёлой формой диабета и перенёс два инфаркта и не хотел терпеть дальнейшего ухудшения своего здоровья.

## Публикации
Стихотворные сборники:
- «Продрогший пантеон» (1989)[6][7]
- «Мастер зеркал» (1994)[8]
- «Глиняное письмо» (1996)[9]
- «Бездомные песни» (1999)
- «Стихотворения» М.: Водолей Publishers, 2006. — 320 с.[10] ISBN 5-902-312-82-5
- «Латинский камертон» СПб.: Амфора, 2014. — 198 c. ISBN 978-5-367-03362-5
- «Случайный ангел» М.: Издательство Евгения Степанова, 2016. — 60 c. ISBN 978-5-91865-426-2

## Уход
Предсмертная записка Ширяева

Мне пора.
Последняя книга дописана, вёрстка передана в добрые руки. Алина, Гиви, Вадим, дорогие мои, спасибо. И спасибо всем, кого я люблю и любил — это было самое прекрасное в жизни.
Просить прощения не стану; всегда считал: быть или не быть — личный выбор каждого.
Чтобы не оставлять места для домыслов, коротко объясню. В последнее время два инфаркта и инсульт на фоне диабета подарили мне массу неприятных ощущений. Из-за частичного паралича ходить, думать и работать становится труднее с каждым днём. Грядущее растительное существование — оно как-то совсем уж не по мне. Так что, действительно, пора.

(улыбается) Заодно проверю, что там, по другую сторону пепла. Может, и увидимся.

## Критика и награды
Литературный критик Андрей Новиков-Ланской отзывался об Андрее Ширяеве как о настоящем поэте, не знакомом, однако, широкой публике.
Похожее мнение опубликовал в своей колонке в «Российской газете» писатель и литературовед Павел Басинский: «О Ширяеве широкая публика не знала НИЧЕГО. И я не знал. Но теперь, найдя его стихи в его блоге, могу свидетельствовать: Ширяев в самом деле был замечательным поэтом…».
Леонид Каганов называет Андрея Ширяева своим литературным учителем.
В 2007 году Андрей Ширяев получил поощрительный диплом V Международного литературного Волошинского конкурса за стихотворение «…и сражение роз неизбежно, и злой лепесток…».
Лауреат литературной премии «Писатель XXI века» в номинации «поэзия» за 2016 год (посмертно).

## О творчестве
Приемы здесь самые изысканные — строчные анжамбеманы, неожиданные рифмы (eх. марке с—Маркес), аскетичная телетайпность речи и т. п. Но это не главное. А главное то, что стихотворение вызывает у меня (читателя) эмоции, я понимаю лирического героя, я понимаю, о чём трагически говорит автор. Он говорит о том, что нежные чувства быстротечны, о том жизнь проходит (прошла), о том, что шутки закончились. И тут «дышат почва и судьба».
Андрей Ширяев — выдающийся поэт. У меня в этом нет никаких сомнений.
— Евгений Степанов

В лице Ширяева мы видим русского человека в своей эстетической завершённости: ничего слишком; все жизненные рецепторы одинаково чувствительны. И, вместе с тем, это человек со своим особым вкусом к жизни.
— Александр Карпенко